# スリナム海軍艦艇一覧
スリナム海軍艦艇一覧（スリナムかいぐんかんていいちらん）は、スリナム共和国海軍が過去保有した、または現在保有する、または将来保有する予定の、未完成・計画中止を含めた歴代艦艇一覧である。
凡例

## 現有勢力
（2014年現在）
- 国防予算：4,100万ドル（-820万ドル）
- 海軍人員：240名
- 艦船隻数：5隻
  - PBR×3
  - Ocea FPB 72×2
- 航空機数：2機
  - CASA C-212-400 アヴィオカー×2